# 在マダガスカル日本国大使館
在マダガスカル日本国大使館（ざいマダガスカルにほんこくたいしかん、マダガスカル語: Masoivohon'i Japana eto Madagasikara、フランス語: Ambassade du Japon à Madagascar、英語: Embassy of Japan in Madagascar）は、マダガスカルの首都アンタナナリボにある日本の大使館。

## 沿革
- 1958年10月、フランス領マダガスカルが共和国宣言を発出して、マダガスカル自治共和国が成立する[1]
- 1960年6月、マダガスカルがフランスから独立する[1]
- 1960年7月、日本がマダガスカルを承認して、両国間の国交が樹立される[1]
- 1968年2月、アンタナナリボに在マダガスカル日本国大使館が開設される[1]
- 1977年11月、日本がコモロを承認して、両国間の国交が樹立される[2]
- アンタナナリボの大使館が在コモロ日本国大使館（フランス語: Ambassade du Japon aux Comores、アラビア語: سفارة اليابان في جزر القمر、英語: Embassy of Japan in Comoros）の兼轄を開始する[2]

## 所在地
Villa Chrysanthème III, Ambohijatovo-Analamahitsy, 101 Antananarivo (B.P. 3863)